# Хаздрубал Лепи
Хаздрубал Лепи (око 270—221. п. н. е.) је био картагински војсковођа и политичар. Био је зет Хамилкара Барке. Владао је као гувернер новоосвојених провинција у Иберији од 229. п. н. е. до 221. п. н. е. Вештом дипломатијом учврстио је и проширио новоосвојене територије. Основао је главни град нових провинција Нову Картагину. Склопио је 226. п. н. е. споразум са Римском републиком, по коме је река Ебро постала граница између две силе. Након што га је 221. п. н. е. убио један келтски најамник наследио га је Ханибал.

## Савез са Барком
Претпоставља се да се рано укључио у политички живот Картагине. Још као младић постао је један од најистакнутијих вођа демократске партије у Картагини у периоду између два пунска рата. Заједнички интереси повезали су га са Ханибаловим оцем Хамилкаром Барком, кога је политички подржавао. Када је Хамилкар Барка био оптужен од стране политичких непријатеља успео је да се одбрани захваљујући подршци водећих људи, а међу њима је Хаздрубал Лепи био најпопуларнији. Тај политички савез Хадрубал је учврстио женидбом са Хамилкаровом ћерком.

## Одлазак у Иберију
Отишао је 237. п. н. е. заједно са Хамилкаром Барком у Иберију (Шпанију). Отишли су у Гадез (Кадиз) и ту је са Хамилкаром кренуо у освајачки поход. Хамилкар Барка је покоривши многа иберска племена положио темеље картагињанскога царства у Шпанији. Као главни град изабрао је Акру Леуку. После некога времене по Хамилкаровом налогу Хаздрубал се вратио у Африку, где је учествовао у походу у Нумибији са циљем да угуши побуну. Успешним ратовањем победио је и покорио нумиђанска племена. У завршној бици погинуло је 8.000 Нумиђана, а 2.000 је заробљено. Његов успех је сигурно учврстио престиж баркидске фракције у Картагини. Не зна се тачно када се поново вратио у Иберију, али био је присутан 229. п. н. е. када је убијен Хамилкар Барка.

## Учвршћује власт дипломатским средствима
Након смрти Хамилкара Барке 229. п. н. е. преузео је власт у картагинском делу Шпаније. Хаздрубал Лепи је са собом водио шурака Ханибала. Најпре је предузео кажњенички поход против краља Ориса (Оретана) све до горњега тока реке Гвадијане. Заузео је 12 њихових градова и покорио их. Повећавши територију и контролу Хаздрубал је имао на располагању 60.000 војника, 8.000 коњаника и 200 слонова. Своју моћ је у великој мери темељио на дипломатским средствима. Успоставио је добре личне односе са великим бројем локалних вођа, а подстицао је попут Александра Великога бракове Картагињана и Ибера. Хаздрубал је сам дао пример оженивши се ћерком једнога иберскога вође. Одмах након те женидбе Иберани су признали Хаздрубала Лепога као свога врховнога команданта.

## Покушај успостављања монархије у Картагини
На основу великих и богатих територија на којима је владао постао је изузетно моћан, да је према Фабију Пиктору настојао да се домогне краљевске власти у самој Картагини. Тај покушај успостављања монархије десио се након покоравања Оретана, тј 228/227. п. н. е. Када то није успео вратио се у Иберију, где је владао као неприкосновени владар. Иако је Полибије критиковао ту Пикторову информацију она је ипак вероватна, јер је Хаздрубал владао у Шпанији у великој мери независно од владе у Картагини, тако да је чак и споразум са Римљанима склопио без њихова одобрења.

## Ширење картагињанскога царства у Иберији
Основао је око 227. п. н. е. нови град Нову Картагину на месту данашње Картагене. Град се налазио на полуострву са две одличне луке, а недалеко од њега су били рудници сребра, који су били главни извор финансирања. Нова Картагина као база била је северније од пређашњег главнога седишта. Због тога је из Картагине лакше могао да иде у нове походе, у освајања северних територија. Освојио је подручја у унутрашњости и до реке Ебро. Освојио је многе градове, укључујући Алонис и Аликанте, грчке колоније, које су припадале римском савезнику Масилији (Марсељу). По свој прилици на наговор Масилије Римљани су склопили споразум са Хаздрубалом.

## Споразум Римљана и Хаздрубала
Током 226. п. н. е. Хаздрубал је склопио споразум са Римљанима по којем не сме да прелази реку Ебро. У споразуму се не помиње остали део Иберијскога полуострва. Споразум су склопили Хаздрубал и римска сенатска комисија. Картагињани су касније порицали да су они потписали тај споразум, а то би значило да споразум није био ратификован у Картагини. На тај начин Хаздрубалов споразум није био обавезујући за владу Картагине, али Римљани су током кризе око Сагунта инсистирали на његовој пуноважности. Римљани су у време споразума били у великој кризи. Претила им је инвазија Гала, па су због тога били спремни на споразум у Иберији. Највероватније да је споразум настао након преговора, које су Римљани водили са Хаздрубалом на наговор важнога римскога савезника Масилије. Масилија је имала много колонија у Иберији (Шпанији) и по том споразуму три колоније су остале под картагинском контролом јужно од реке Ебро, али споразум је обезбеђивао сигурност много више Масилијиних колонија северно од реке Ебро. Хаздрубал је у то време са освајањима био још много јужније од реке Ебро, тако да је остајало много простора за експанзију.

## Смрт
Хаздрубал је проширио картагињанску контролу у Иберији до реке Тахо. У ствари то је била граница картагињанске доминације у Иберији. Убио га је у Новој Картагини 221. п. н. е. један келтски најамник. На положају гувернера картагинске Иберије наследио га је Ханибал.